# Enseñanza reflexiva

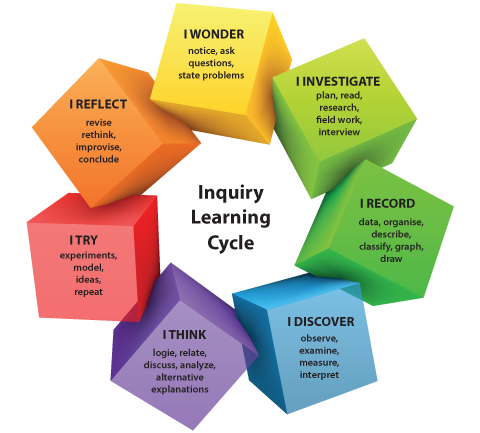
El aprendizaje basado en la indagación ayuda a facilitar la autonomía de los estudiantes.

Enseñanza reflexiva es un tipo de enseñanza por indagación (inquiry en inglés) en el que, como tal, los aprendices deben construir el nuevo conocimiento, pero en el que toda la información necesaria para tal desarrollo les es conocida o dada; es decir, no necesitan idear una metodología de investigación ni identificar los datos a partir de los cuales desarrollar dicho conocimiento. Un ejemplo es solicitar la explicación de cómo se originan las fases de la Luna sabiendo que gira alrededor de la Tierra y está alrededor del Sol.
Se trata de una forma de enseñanza intermedia entre la enseñanza expositiva o declarativa y la enseñanza por investigación, junto con la cual integra la enseñanza por indagación. La enseñanza reflexiva es muy habitual en los libros de texto de los primeros cursos de primaria, que habitualmente plantean sencillos interrogantes a los pequeños lectores, quienes deben resolverlos reflexionando sobre imágenes expuestas. Otros ejemplos de enseñanza reflexiva son los típicos problemas de lápiz y papel, en los que todos los datos son dados, o el (encargo de un) desarrollo deductivo tal como corolarios o demostraciones matemáticas.
Al igual que los otros tipos fundamentales de enseñanza de la ciencia -el expositivo y el investigativo- la enseñanza reflexiva puede ser empírica -esto es, realizada mediante el contacto directo con el fenómeno estudiado- o no -es decir, representativa-.